# Ворпсведе
Ворпсведе (нім. Worpswede) — сільська громада в Німеччині, розташована в землі Нижня Саксонія. Входить до складу району Остергольц.
Площа — 76,13 км2. Населення становить 9687 ос. (станом на 31 грудня 2021).